# 庙渠镇
庙渠乡，是中华人民共和国甘肃省庆阳市镇原县下辖的一个乡镇级行政单位。

## 行政区划
庙渠乡下辖以下地区：
黎明村、慕塬村、文夏村、孙寨村、常俭村、庙渠村、店王村、六十坪村和四合村。